# Empress of India (Schiff, 1893)
Die Empress of India, auch HMS Empress of India, war ein Schlachtschiff (Einheitslinienschiff) der Royal-Sovereign-Klasse, das in den 1890er-Jahren für die Royal Navy gebaut wurde.

## Geschichte
Die Empress of India, benannt nach Queen Victorias Regierungsnamen in Indien, war das erste Schiff ihres Namens, das für die Royal Navy gebaut wurde. Sie wurde im Rahmen des Naval Defence Act Programme von 1889 unter dem Namen Renown in Auftrag gegeben und am 9. Juli 1889 in Pembroke auf Kiel gelegt. Das Schiff lief am 7. Mai 1891 vom Stapel und wurde von Louise Margaret, Herzogin von Connaught und Strathearn, in Empress of India umgetauft. Anschließend wurde das Schiff nach Chatham verlegt, wo es im August 1893 für 912.612 £ fertiggestellt wurde.
Die Empress of India wurde am 11. September 1893 in Chatham in Dienst gestellt, um die Anson als Flaggschiff des zweiten Kommandanten der Kanalflotte abzulösen. Vom 2. bis zum 5. August 1894 nahm sie als Teil der „Blauen Flotte“ an den jährlichen Manövern in der Irischen See und im Ärmelkanal teil. Um ihre Rollneigung zu verringern, wurde sie von 1894 bis 1895 mit Schlingerkielen ausgestattet. Im Juni 1895 gehörte die Empress of India zu einem britischen Marinegeschwader, das an der Eröffnung des Kaiser-Wilhelm-Kanals in Deutschland teilnahm. Im gleichen Jahr nahm das Schiff erneut an den jährlichen Manövern teil, die vom 24. Juli bis zum 30. August 1895 stattfanden. Am 7. Juni 1897 wurde sie ausgemustert, doch am folgenden Tag für den Dienst in der Mittelmeerflotte wieder in Dienst gestellt. Vor ihrer Abreise nahm sie am 26. Juni 1897 in Spithead an der Flottenschau anlässlich des Diamantenen Jubiläums von Königin Victoria teil.
Im August 1897 traf das Schiff in Malta ein, um seinen Dienst im Mittelmeer zu beginnen. Im folgenden Jahr von August bis September 1898 gehörte sie zum Internationalen Geschwader, einer multinationalen Truppe aus Schiffen der österreichischen Marine, der französischen Marine, der kaiserlichen Marine, der italienischen Marine (Regia Marina), der kaiserlichen russischen Marine und der Royal Navy, die in den Aufstand der griechischen Christen gegen die Herrschaft des Osmanischen Reiches auf Kreta (1897–1898) eingriff. Sie war auch am 6. November 1898 in kretischen Gewässern, als Mitglieder ihrer Besatzung zusammen mit Besatzungsmitgliedern des britischen Schlachtschiffs HMS Revenge die Einschiffung der letzten osmanischen Truppen auf Kreta auf das britische Torpedoboot HMS Hussar überwachten, welches die Osmanen nach Thessaloniki brachte. Ihre Abreise markierte das Ende der 229 Jahre währenden osmanischen Besatzung Kretas.
Kapitän Henry Hart Dyke wurde im Juni 1899 zum Kommandanten ernannt und am 23. Oktober 1900 von Kapitän John Ferris abgelöst. Am 14. September 1901 wurde das Schiff vom Schlachtschiff Implacable abgelöst und verließ Anfang Oktober Gibraltar in Richtung Heimat. Am 12. Oktober wurde die Empress of India in Devonport ausgemustert, aber schon am nächsten Tag wurde sie unter dem Kommando von Kapitän Henry Louis Fleet wieder in Dienst gestellt, um die Howe in Queenstown, Irland, abzulösen, und zwar sowohl als Küstenwache als auch als Flaggschiff von Konteradmiral Edmund Jeffreys, dem leitenden Marineoffizier der Station Coast of Ireland. Anfang März 1902 wurde das Schiff in Plymouth einer umfassenden Überholung unterzogen, bei der die 150-mm-Geschütze auf dem Oberdeck mit Kasematten versehen wurden.
Die Empress of India wurde am 7. Mai 1902 der Heimatflotte zugeteilt. Das Schiff nahm am 16. August 1902 an der Krönungsfeier für König Edward VII. in Spithead teil und war noch im selben Monat wieder in Irland, als es in Cork den Panzerkreuzer Asama und den geschützten Kreuzer Takasago der kaiserlichen japanischen Marine in Empfang nahm. Am 16. September wurde Kapitän Cecil Burney zum Flaggoffizier des stellvertretenden Kommandanten der Heimatflotte Konteradmiral George Atkinson-Willes ernannt. Sie wurde als Flaggschiff des Home Squadron eingesetzt, das zu dieser Zeit den Kern der Home Fleet bildete. Die Empress of India diente als Flaggschiff der „B Fleet“ während der kombinierten Manöver der Home Fleet, der Mediterranean Fleet und der Channel Fleet vor Portugal vom 5. August bis zum 9. August 1903, aber ihr Backbordmotor fiel für 14 Stunden aus und die Flotte musste sie zurücklassen. Ihr Schwesterschiff Royal Oak löste sie am 1. Juni 1904 als Flaggschiff des Stellvertreters des kommandierenden Offiziers der Home Fleet ab und am 23. Februar 1905 wurde das Schiff ausgemustert.
Am selben Tag wurde die Empress of India in Devonport als Reserveschiff wieder in Dienst gestellt und löste das Schlachtschiff Barfleur als Flaggschiff der neuen Flotte in Kommission in der Reserve ab. Im Juli 1905 nahm sie an den Manövern der Reserveflotte teil. Im September 1905 wurde sie vom geschützten Kreuzer Aeolus abgelöst, aber am 31. Oktober 1905 mit einer neuen Kernmannschaft wieder in Dienst gestellt, um ihre Aufgaben in der Reserveflotte wieder aufzunehmen. Anschließend wurde sie bis 1906 überholt. Am 30. April 1906 kollidierte sie im Plymouth Sound mit dem U-Boot A10.
Als die Reserveflotte im Februar 1907 aufgelöst und in die Heimatflotte umgewandelt wurde, diente die Empress of India weiterhin als Flaggschiff, nun aber für den Konteradmiral, der Devonport Division. Am 25. Mai wurde sie als Flaggschiff durch den Geschützten Kreuzer Niobe abgelöst. Drei Tage später wurde das Schiff als Sonderdienstschiff wieder in Dienst gestellt. Im November 1911 löste die Empress of India ihr Schwesterschiff Royal Oak als Mutterschiff der Sonderdienstschiffe ab. Am 2. März verließ das Schiff Portsmouth im Schlepptau des Panzerkreuzers Warrior auf dem Weg zur Motherbank, wo es stillgelegt werden sollte, kollidierte aber unterwegs mit der deutschen Bark Winderhudder und musste zur Reparatur nach Portsmouth zurückkehren. Zwei Monate später traf sie schließlich in Motherbank ein, wo sie bis zum Abwracken liegen blieb.

### Versenkung
Am 4. November 1913 wurde die Empress of India in der Lyme Bay als Zielschiff bei Schießversuchen eingesetzt, die in erster Linie dazu dienen sollten, Offizieren und Männern eine Vorstellung von der Wirkung scharfer Granaten auf ein echtes Ziel zu vermitteln. Ein zweites Ziel war, die Probleme zu untersuchen, die durch den gleichzeitigen Beschuss desselben Ziels durch mehrere Schiffe entstehen. Das erste Schiff, das die Empress of India beschoss, war der Leichte Kreuzer Liverpool, gefolgt von den beiden Schlachtschiffen Thunderer und Orion dem Schlachtschiff King Edward VII. sowie den vier Schlachtschiffen Neptune, King George V, und Vanguard. Um 16:45 Uhr brannte die "Empress of India" lichterloh und nachdem sie 44 Treffer erhalten hatte, sank sie um 18:30 Uhr.

## Technik

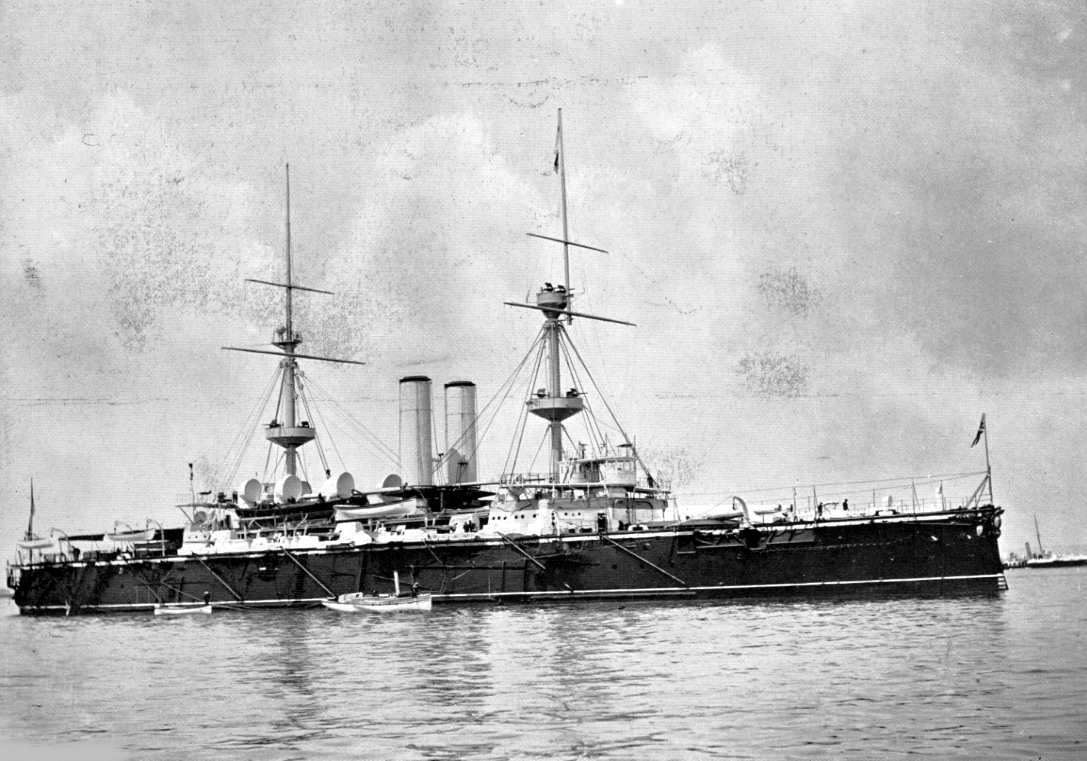
Die Empress of India vor Anker, um 1897

Das Schiff hatte eine Gesamtlänge von 125 m, eine Länge zwischen den Loten von 115,80 m, eine Breite von 22,90 m und einen Tiefgang von 8,40 m. Die Verdrängung lag zwischen 14.490 t und 15.098 t. Ihre Besatzung bestand aus 670 Offizieren und Mannschaften. Die Baukosten betrugen 912.162 Pfund.

### Antrieb
Die Empress of India war mit zwei 3-Zylinder-Verbunddampfmaschinen von Humphrys & Tennant ausgestattet, die jeweils eine Welle antrieben und insgesamt 9.000 Shp (6.619 kW) entwickelten, mit der das Schiff eine Höchstgeschwindigkeit von 16 Knoten (30 km/h) erreichte. Der Dampf wurde von acht Zylinderkesseln geliefert. Das Schiff konnte maximal 1.513 t Kohle mitführen, was ihm bei 10 Knoten (19 km/h) eine Reichweite von 4.720 Seemeilen (8.740 km) ermöglichte. Durch Zwangsbelüftung (forced draft) erhöhte sich die Leistung auf 11.000 PS (8.200 kW) und die Höchstgeschwindigkeit auf 17,5 Knoten (32,4 km/h).

### Bewaffnung
Die Hauptbewaffnung der Empress of India bestand aus vier 343-mm-Geschützen in zwei Zwillingsgeschützbarbetten, je eine vor und hinter den Aufbauten. Jede Kanone war mit 80 Schuss bestückt. Die von diesen Geschützen abgefeuerten 570 kg schweren Granaten konnten mit einer Ladung von 290 kg rauchlosem prismatischem Pulver 711 mm Schmiedeeisen auf 910 m durchschlagen. Die Geschütze hatten bei einer maximalen Elevation von 13,5 Grad und einer Mündungsgeschwindigkeit von 614 m/s eine Reichweite von 10.930 m. Die Sekundärbewaffnung bestand aus zehn 152-mm-Schnellfeuergeschützen in Kasematten, fünf auf jeder Breitseite. Die Kanonen hatten bei einer maximalen Elevation von 15 Grad und einer Mündungsgeschwindigkeit von 680 m/s eine Reichweite von 9.140 m. Zur Abwehr von Torpedobooten waren sechzehn 57-mm- und zwölf 47-mm-Hotchkiss-Kanonen sowie acht 8-mm-Maxim-Maschinengewehre installiert. Außerdem verfügte die Empress of India über sieben Torpedorohre mit 457 mm Durchmesser.

### Panzerung
Die Empress of India hatte einen Panzergürtel aus Compoundpanzerung. Er erstreckte sich über 76 m von der vorderen zu der Barbette achtern. Mittschiffs war er zwischen 457 mm dick und verjüngte sich nach vorn und achtern auf 356 mm, wo er vorn in 406 mm starken und achtern in 356-mm-Querschotten endete. Darüber verlief ein 101 mm dicker Plankengang, der sich mittschiffs 46 m von der Innenseite der vorderen bis zur Innenseite der Barbette achtern erstreckte.
Die Barbetten waren zwischen 406 und 431 mm dick. Die Kasematten der 152-mm-Kanonen waren mit 101 mm gepanzert. Der vordere Kommandoturm war mit 304 bis 355 mm gepanzert und der hintere wurde rundherum durch 76-mm-Panzerplatten geschützt. Das Schiff hatte zwei gepanzerte Decks mit einer Panzerung von 64 mm und 76 mm.